# Сократ Мојсов
Сократ Мојсов (Сетина, 1. март 1942) бивши је југословенски и македонски фудбалер.

## Каријера
Фудбалску каријеру је почео 1957. као омладинац у скопском Вардару. Играо је на позицији нападача, али се брзо развио играјући на месту полутке. За Вардар је одиграо 157 прволигашких утакмица и постигао 55 голова.
Кад је 1971. напустио Скопље, две сезоне је играо за француског прволигаша Рен. Године 1973. се вратио у Југославију, посветио се тренерском позиву у Вардару.
За репрезентацију Југославије наступио је на три утакмице. Играо је 1. априла 1964. против Бугарске (1:0) у Нишу, затим 1966. против Мађарске (2:0) у Загребу, а последњу утакмицу 18. септембра 1966. против СССР-а (1:2) у Београду.